# Alice Walker
Alice Malsenior Tallulah-Kate Walker (Eatonton, 9 de fevereiro de 1944) é uma escritora, poeta e ativista feminista norte-americana. 
Escreveu o romance A Cor Púrpura, pelo qual ganhou o National Book Award e o Prémio Pulitzer de Ficção.

## Biografia
Walker nasceu em 1944, na pequena cidade rural de Eatonton no interior  do estado da Geórgia. É filha dos agricultores Lee Walker e Minnie Tallulah Grant. Seus pais trabalhavam em um sistema de parceria rural e sua mãe era também costureira. A mais jovem de oito crianças, foi colocada na escola quando tinha apenas quatro anos de idade no East Putnam Consolidated onde completou o ensino fundamental.
Alice teve um acidente com seu olho direito aos 8 anos de idade quando um de seus irmãos disparou uma pistola de ar comprimido. Porque sua família não tinha carro, ela não recebeu atenção médica imediata, tornando-se permanentemente cega deste olho. Foi depois do acidente que começou a dedicar-se mais à leitura e à escrita. A cicatriz foi removida quando Alice tinha 14 anos, mas ainda resta uma marca sobre a qual a escritora fala em seu ensaio Quando Meu Par Sou Eu (em tradução não-publicada de Maisa Mendonça).
Devido à segregação racial nos Estados Unidos, os negros não podiam estudar nas mesmas escolas que os brancos. Havia um único colégio para negros em Eatonton, onde Alice fez o colegial. Teve o mais alto desempenho de sua sala, sendo a oradora de sua turma, um título ("Valedictorian") conferido nas escolas americanas aos alunos que conseguem as melhores notas. Por suas notas, recebeu uma bolsa de estudos integral na faculdade Spelman College, na capital do estado, Atlanta, onde iniciou os estudos em 1961. Lá envolveu-se rapidamente com o movimento dos direitos civis e fez amizade com dois de seus professores, os historiadores Howard Zinn e Staughton Lynd. Transferiu seus estudos, contudo, dois anos depois. Alice havia recebido uma outra oferta de bolsa de estudos do Sarah Lawrence College, localizado em Yonkers, na Região Metropolitana de Nova Iorque. Ela aceitou essa oferta quando seu professor Howard Zinn foi demitido do Spelman College.
Alice engravidou no começo de seu último ano na faculdade e fez um aborto. Esta experiência, bem como os pensamentos suicidas que se seguiram, inspiraram boa parte de sua poesia encontrada na obra Once, sua primeira coleção de poesias. Ela termina seus estudos no Sarah Lawrence College em 1965, o mesmo ano em que conhece Melvyn R. Leventhal, um advogado de direitos civis. Casaram-se em 1967 em Nova Iorque e no mesmo ano mudaram-se para Jackson, no Mississippi, tornando-se o primeiro casal do estado a ser constituído de uma pessoa negra e outra branca. Foram perseguidos e ameaçados por brancos da região, incluindo membros da Ku Klux Klan. Dois anos depois, em 1969, nasce sua filha Rebecca.

## Obras
Romances e contos
- The Third Life of Grange Copeland (1970)
- Everyday Use (1973)
- In Love and Trouble: Stories of Black Women (1973)
- Meridian (1976)
- The Color Purple (1982)
- You Can't Keep a Good Woman Down: Stories (1982)
- Beauty: When the Other Dancer Is the Self (1983)
- To Hell With Dying (1988)
- The Temple of My Familiar (1989)
- Finding the Green Stone (1991)
- Possessing the Secret of Joy (1992)
- The Complete Stories (1994)
- By The Light of My Father's Smile (1998)
- The Way Forward Is with a Broken Heart (2000)
- Now Is The Time to Open Your Heart (2005)

Poesia
- Once (1968)
- Revolutionary Petunias & Other Poems (1973)
- Good Night, Willie Lee, I'll See You in the Morning (1979)
- Horses Make a Landscape Look More Beautiful (1985)
- Her Blue Body Everything We Know: Earthling Poems (1991)
- Absolute Trust in the Goodness of the Earth (2003)
- A Poem Traveled Down My Arm: Poems And Drawings (2003)
- Collected Poems (2005)

Não-ficção
- In Search of Our Mothers' Gardens: Womanist Prose (1983)
- Living by the Word (1988)
- Warrior Marks (1993)
- The Same River Twice: Honoring the Difficult (1996)
- Anything We Love Can Be Saved: A Writer's Activism (1997)
- Go Girl!: The Black Woman's Book of Travel and Adventure (1997)
- Pema Chodron and Alice Walker in Conversation (1999)
- Sent By Earth: A Message from the Grandmother Spirit After the Bombing of the World Trade Center and Pentagon (2001)
- Women
- We Are the Ones We Have Been Waiting For (2006)
- Mississippi Winter IV